# 松倉渡船
松倉渡船（まつくらとせん）は、木曽川で運航されていた渡し船である。松倉渡し、中屋渡し、牛子渡し、とも呼ばれる。

## 概要
岐阜県羽島郡川島町松倉町（現在の岐阜県各務原市川島松倉町）と岐阜県稲葉郡稲羽町下中屋（現在の岐阜県各務原市下中屋町）の間の木曽川で運航された渡船である。
愛知県一宮市と那加駅を結ぶ県道（現・一宮各務原線）の一部であり、岐阜県営の渡船であった。2021年（令和3年）現在もこの松倉渡船の区間は一宮各務原線の途中途絶区間である。
松倉側には松倉渡船の案内板が設置されている。また、松倉渡船で使用されたという江戸時代後期（文政13年）の常夜灯（現在のは1990年代に復元）が堤防上に残り、松倉渡船場付近にあった弘法堂も残っている。

## 歴史
- 1586年（天正14年）6月24日 - 木曽川の洪水により現在の木曽川の流路の元ができる。
- 1589年（天正17年） - 領主坪内氏（松倉城城主）の命で松倉渡船が設置される。松倉渡船は尾張国一宮と中山道を結ぶ街道（馬街道）の渡船となる。
- 1727年（享保12年） - 真清田神社の門前で定期市として三八市が始まる。このことにより松倉渡船の利用者が増加する。
- 1909年（明治42年） - 松倉渡船の運営権が松倉から下中屋に譲渡される。この時の運賃は往復で7厘。
- 1918年（大正7年） - この頃の運賃は往復1銭5厘。
- 1923年（大正12年） - 浅井那加停車場線が県道の認定を受け、岐阜県営の渡船となる。
- 1962年（昭和37年） - 下流に川島大橋が架橋されたことにより廃止。

## その他
- 川島町に伝わる民話で「牛子渡しとキツネ」がある。これは松倉渡船の船頭達が語り伝えていた話である。
- 別名の「牛子の渡し」の牛子とは、江戸時代の松倉村の枝村の「牛子村」によるものである（現在の川島松倉町の西部の字名に「西牛子」がある）。